# Jekaterina Kovalskaja
Jekaterina Kovalskaja   (* 9. Dezember 1999 in Vilnius) ist eine litauische Volleyball- und Beachvolleyballspielerin. Sie wurde  zweimal baltische Meisterin und siebenmal in Folge litauische Vizemeisterin in der Halle.

## Karriere Halle
Die Außenangreiferin wurde gleich im ersten Jahr ihres Engagements bei Alytaus Prekyba Parama mit dem Sportclub litauische und baltische Vizemeisterin. Eine Saison später lief es noch besser. Die Platzierung in der Liga wurde bestätigt. In der baltischen Liga stand der Verein aus Dzūkija bei der Siegerehrung auf der obersten Stufe des Podest. Auch 2020 reichte es zum zweiten Platz in der heimischen Liga und eine Saison später folgte die vierte Vizemeisterschaft nacheinander.
Ab 2021 stand Kovalskaja bei Jonavos "Aušrinė-JSC" auf dem Spielfeld und belegte auch mit diesem Sportclub den zweiten Rang in der Landesmeisterschaft. Im Baltikum wurde das Team Dritter. Auch bei dieser Mannschaft lief es in der zweiten Spielzeit noch besser. Zur sechsten litauischen Vizemeisterschaft der in der Hauptstadt aufgewachsenen Sportlerin kam der zweite baltische Meistertitel. In der folgenden Spielzeit wurde es nur ein neunter Rang im Baltikum. In Litauen dagegen erreichte Aušrinė-JSC zum dritten Mal in Serie den zweiten Platz.

## Karriere Beach
Die erste Partnerin von Jekaterina Kovalskaja war Agnieska Paskevic. Die beiden standen 2016 bei der U18-Europameisterschaft und eine Saison später beim nächst älteren Jahrgang im Achtelfinale. Sie gewannen in der gleichen Spielzeit ein nationales Turnier in Vilnius, erkämpften direkt danach die Endspielteilnahme in Kaunas und wurden Dritte bei der Landesmeisterschaft. Mit Agnė Daunytė gelang dagegen 2018 nur der siebte Platz bei den nationalen Titelkämpfen. Mit Rugilė Grudzinskaitė stand Kovalskaja 2019 bei der kontinentalen Meisterschaft der unter Zweiundzwanzigjährigen noch einmal in der Runde der besten sechzehn Beachpaare. Mit der jüngeren Schwester der zweifachen litauischen Meisterin Gerda Grudzinskaitė, mit Ainė Raupelytė, mit Viltė Makauskaitė und mit Ieva Vasiliauskaitė nahm die zweifache baltische Hallenmeisterin bis einschließlich 2021 nur noch an nationalen und eher unbedeutenden internationalen Veranstaltungen teil. Mit Ievute startete sie im folgenden Jahr bei den Challenge-Events in Dubai. Reichte es beim ersten Wettbewerb in der bevölkerungsreichsten Stadt der Vereinigten Arabischen Emirate nur für einen Sieg in der ersten Qualifikationsrunde, ging es für die beiden bei der zweiten Veranstaltung bis ins Hauptfeld. Dort blieben sie jedoch unter anderem gegen die Deutschen Sude / Schneider satz- und sieglos. Ihre einzige Platzierung auf der obersten Stufe des Stockerls sicherten sie sich bei ihrem letzten gemeinsamen Auftritt. Beim Futures in El-Alamein besiegten sie im Pool ein tschechisches und ein österreichisches Duo, bevor sie im Halbfinale
den Grudzinskaitė Schwestern das nachsehen gaben. Im Finale wurden dann auch Xolani Hodel und  Iya Lindahl aus den Vereinigten Staaten bezwungen. 
Seit November 2023 bilden Jekaterina Kovalskaja und Danielė Kvedaraitė ein neues Beachpaar. Nach einigen Anlaufschwierigkeiten erreichten sie in der folgenden Saison dritte Ränge bei den Futures in Rakvere und Warschau sowie die Vizemeisterschaft ihres Heimatlandes. Die wertvollsten internationalen Erfolge gelangen den Litauerinnen jedoch bei den Challengers der World Beach Pro Tour in Chennai und Nuvali, als sie sowohl die zwei Qualifikationsrunden als auch die Gruppenphase überstanden und so die geteilten dreizehnten Plätze belegten. Diese Resultate konnten sie in der folgenden Spielzeit beim gleichwertigen Turnier in Xiamen noch toppen. Auch dort mussten sie in die Vorausscheidung. Nach dem dritten Platz im Pool bezwangen sie in der ersten Hauptrunde die US-Amerikanerinnen Newberry/Whitmarsh und sicherten sich so den geteilten neunten Rang.

## Auszeichnungen
- 2019: Beste Annahme der litauischen Liga
- 2020: Bester Aufschlag und Wahl ins Dream Team der litauischen Liga[6]
- 2021: Beste Punkteausbeute, bester Aufschlag, beste Annahme, beste Außenangreiferin und Wahl ins Dream Team der litauischen Liga[7]
- 2022: Bester Aufschlag, beste Außenangreiferin und Wahl ins Dream Team der litauischen Liga[8]
- 2022: Bester Aufschlag der baltischen Liga und Wahl ins Dream Team der baltischen Liga[9]
- 2023: Bester Aufschlag, beste Außenangreiferin und Wahl ins Dream Team der baltischen Liga[11]
- 2023: Bester Aufschlag, beste Außenangreiferin und Wahl ins Dream Team der litauischen Liga[10]
- 2024: Beste Außenangreiferin der litauischen Liga[14]